# Pompe à feu
Pour les articles homonymes, voir Pompe (homonymie).

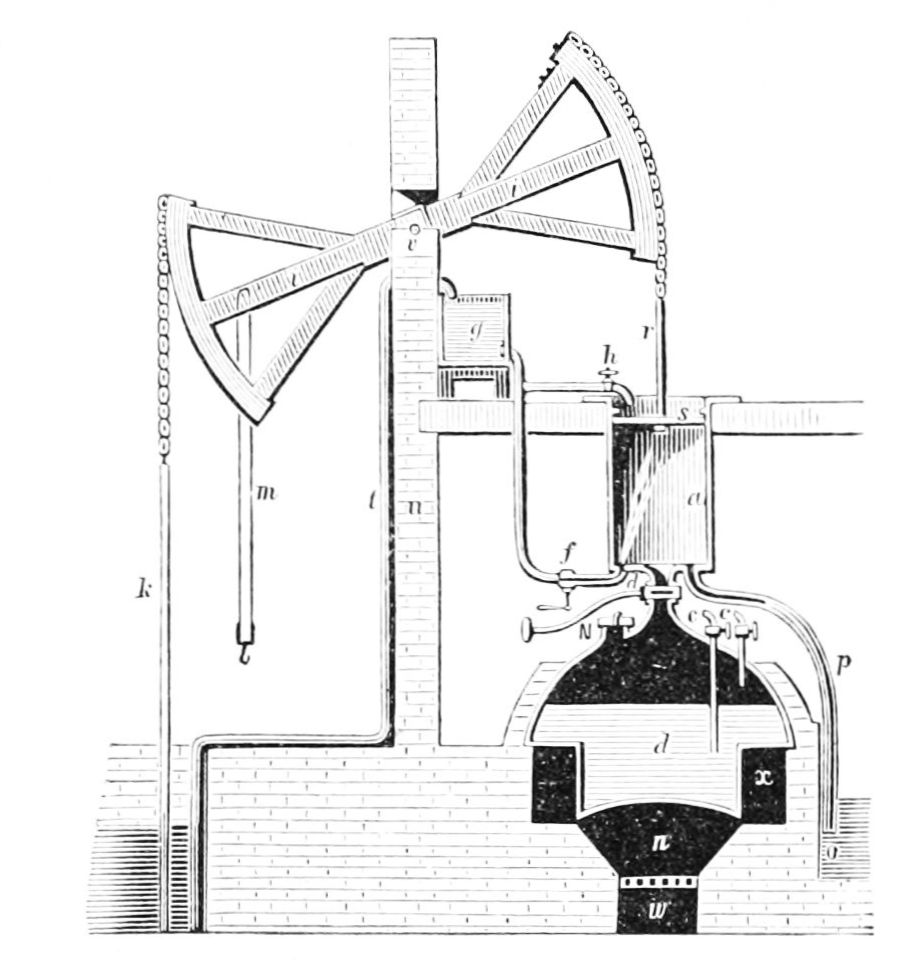
Pompe de Thomas Newcomen, 1705.

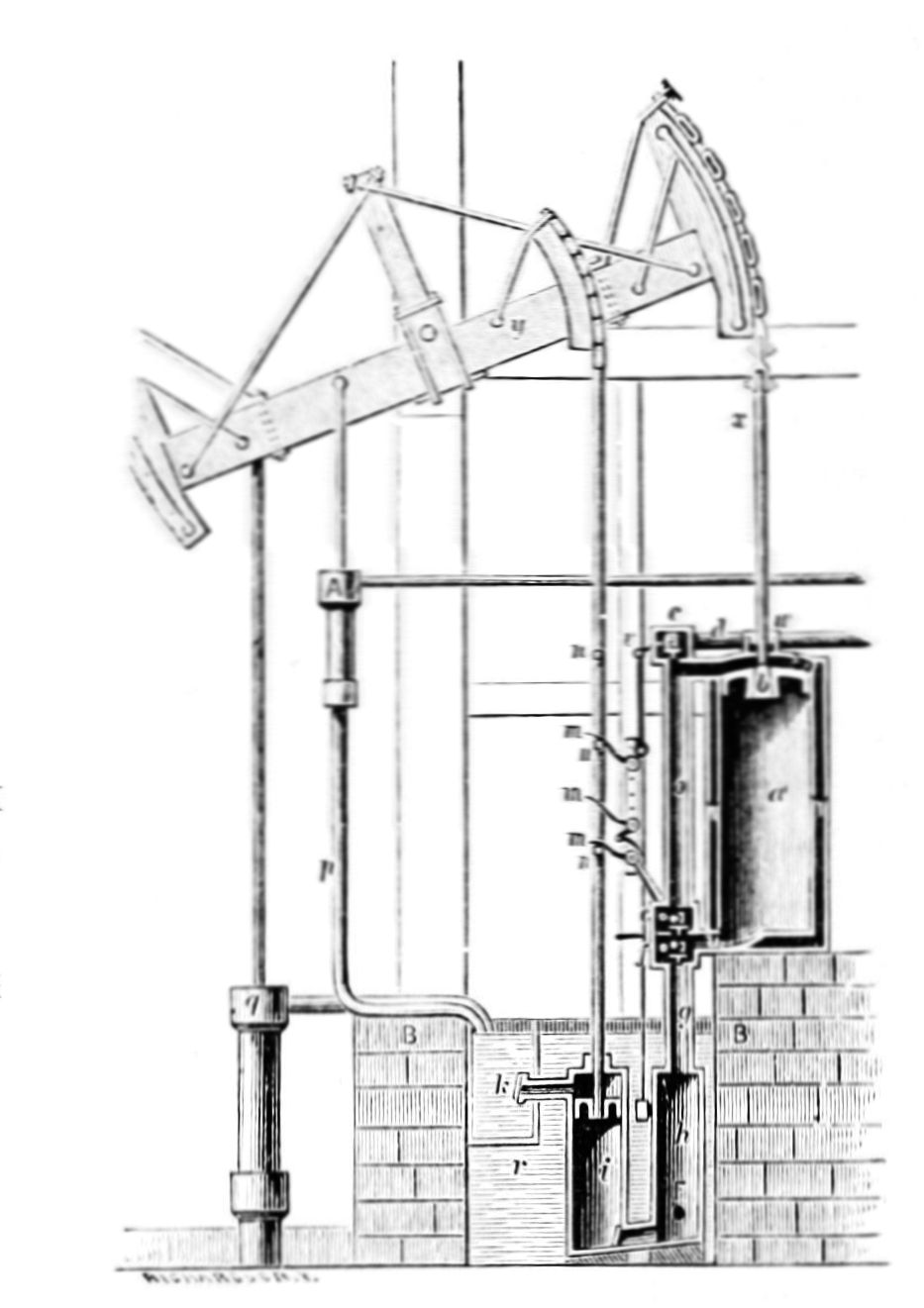
Pompe de James Watt, 1780.

Une pompe à feu est une pompe actionnée par la vapeur. C'est probablement la première application des machines à vapeur.
Une première pompe à feu est inventée par Thomas Savery (1650-1715) et Thomas Newcomen (1664-1729), reprenant l'idée du cylindre piston à vapeur de Denis Papin (1690). Elle sera perfectionnée ultérieurement par James Watt, puis par Jacques-Constantin Périer.
Les pompes à feu furent employées pour l’exhaure et en fontainerie.

## Pompes à feu pour l'adduction d'eau
Jacques-Constantin Périer et Auguste-Charles Périer (Compagnie des eaux de Paris) avaient installé deux machines à vapeur (la Constantine et l'Augustine) près de la place de l'Alma pour pomper l'eau de la Seine et la refouler dans les réservoirs de Passy. Cette « pompe à feu de Chaillot » fonctionna du 8 août 1781 jusqu'en 1900. La rue des Frères-Périer est ouverte, en 1900, à l'emplacement de l'ancienne pompe à feu.

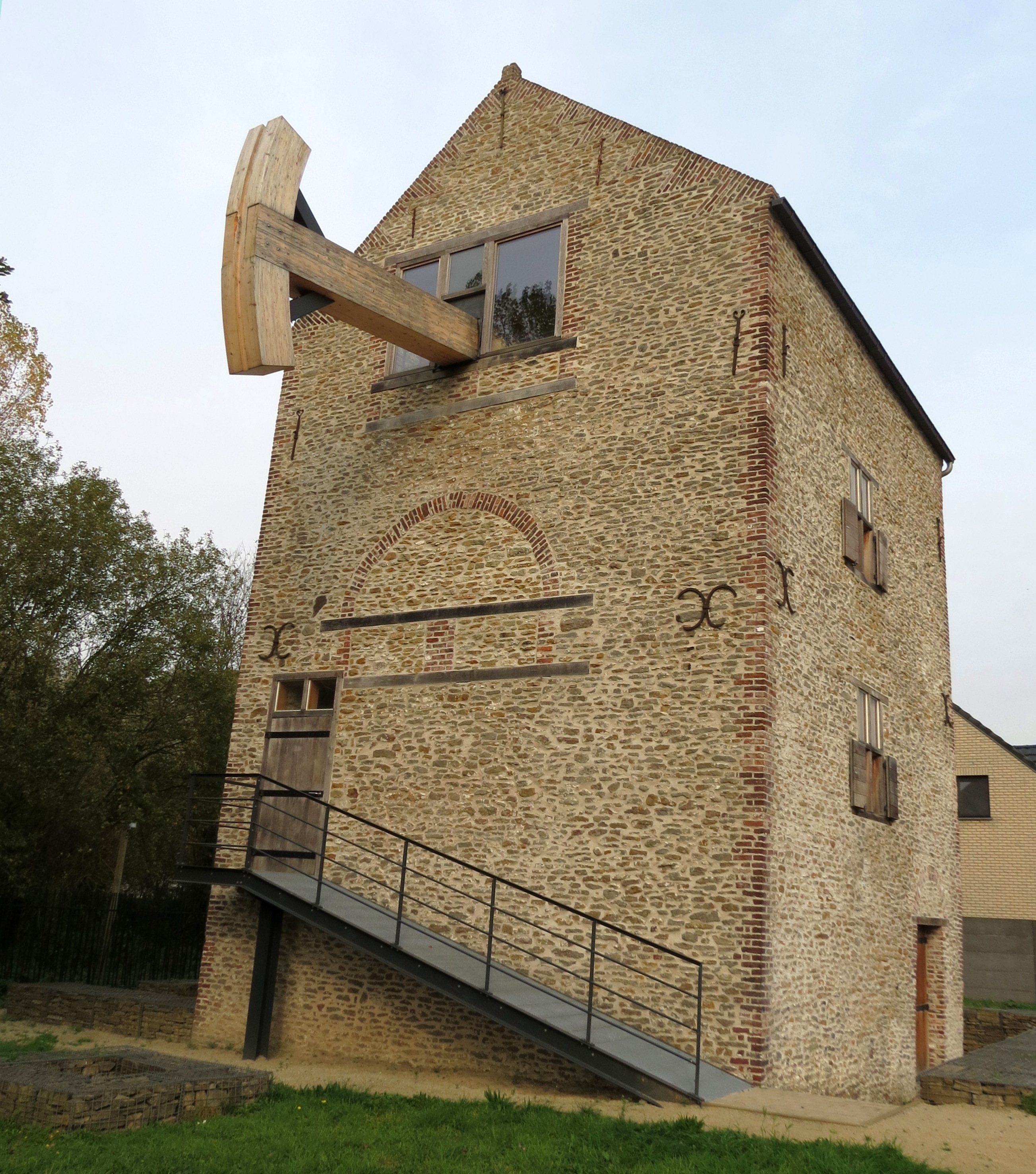
La « machine à feu » de Bernissart.

- Pompe à feu du château de Bagatelle construite en 1783 à la demande du comte d'Artois, futur Charles X, elle fut utilisée jusqu'en 1860, lorsque Léon de Sanges modifia son apparence en suivant le style « rendez-vous de chasse » alors à la mode, et est toujours visible dans le parc de Bagatelle[1],[2].

- Pompe à feu du Gros Caillou, inaugurée en 1788, construite également par la Compagnie des eaux de Paris, sur le quai d'Orsay, après le succès de la pompe de Chaillot[3].

- Pompe à feu de Compiègne construite en 1810 pour alimenter en eau le château.

- Pompe à feu d'Auteuil, inaugurée en 1828 entre le quai d’Auteuil et la route de Versailles pour alimenter en eau les communes indépendantes d’Auteuil et de Passy[4]. Reconstruite au début des années 1900[5].

## Exhaure dans les mines
Thomas Newcomen installe la première pompe à feu en 1712 en Angleterre (Midlands).
La première machine du continent fut installée en 1721 dans une houillère en Belgique à Jemeppe-sur-Meuse.
En France on utilise des machines de Newcomen à partir des années 1730 (Anzin).
Dans l'Encyclopédie de Diderot et d'Alembert (1756) il y a une description détaillée d'une pompe à feu utilisée dans le charbonnage du Bois de Boussu dans la province du Hainaut autrichien.
Dans les années 1770 James Watt perfectionne la machine (rendement multiplié par quatre). Des machines (« machine de Cornouaille » ou « Cornish engine »), utilisant le même cycle mais avec une pression plus élevée, étaient encore utilisées pendant tout le XIXe siècle.